# Spatholobus discolor
Spatholobus discolor là một loài thực vật có hoa trong họ Đậu. Loài này được Wei miêu tả khoa học đầu tiên.